# Jasenná (potok)
Jasenná je 9,1 km dlouhý levostranný přítok Metuje v Královéhradeckém kraji v Česku.

## Průběh toku
Jasenná pramení v jižní části obce Jasenná při pomezí okresu Náchod a Rychnov nad Kněžnou na pozemkové trati Na Bukačově mezi Lhotským kopcem (296 m) a Bílým kopcem (298 m). Teče Bohuslavickou tabulí k severu. Protéká obcí Jasenná, rybníky U Holečkových a Lakomec v intravilánu a rybníkem Balaton v extravilánu obce. Dostává se do Metujské nivy a stáčí se k západu. Ve Starém Plesu se stáčí k severu podél rybníka Starý ples. Sifonem podtéká Staropleský náhon, stáčí se opět k severu a následně překonává tok Staré Metuje se stejnojmennou přírodní památkou. Dále tvoří 360metrovou obecní hranici mezi Jaroměří a Rychnovkem a na říčním kilometru 2,96 se vlévá zleva do Metuje. Povodí má rozlohu 16,27 km². Nejvyšším bodem povodí je kopec Na Čihadle (308 m).